# Derby Świętokrzyskie w piłce nożnej
Derby Świętokrzyskie – mecze piłkarskie, w których naprzeciw siebie stają drużyny KSZO 1929 Ostrowiec Św. i Korony Kielce. Są to najbardziej prestiżowe derby w województwie świętokrzyskim. Po raz pierwszy odbyły się w sezonie 1973/1974.
Do tej pory odbywały się 20-krotnie: 6-krotnie zwyciężał KSZO, 4-krotnie Korona, a 10-krotnie padał remis. W spotkaniach derbowych KSZO zdobył 22 bramki, a Korona 14.

## Kluby
| Porównanie klubów            | Porównanie klubów                           | Porównanie klubów                   |
| ---------------------------- | ------------------------------------------- | ----------------------------------- |
| Korona Kielce                |                                             | KSZO 1929 Ostrowiec Św.             |
| 1973                         | rok założenia                               | 1929                                |
| 5. (3x)                      | najwyższa lokata w Ekstraklasie             | 13.                                 |
| finał                        | najdalszy osiągnięty etap w Pucharze Polski | 1/8 finału (3x)                     |
| 15                           | liczba sezonów w Ekstraklasie               | 3                                   |
| 20.                          | miejsce w tabeli wszech czasów Ekstraklasy  | 57.                                 |
| 26 lipca 2005 0:0 z Cracovią | debiut w Ekstraklasie                       | 9 sierpnia 1997 0:0 z Lechem Poznań |
| 1                            | królowie strzelców Ekstraklasy              | 0                                   |
| 1975/76                      | debiut na drugim poziomie ligowym           | 1934/35                             |
| Ekstraklasa                  | obecny poziom ligowy (2022/23)              | III liga                            |
| Arena Kielce                 | stadion                                     | Miejski Stadion Sportowy KSZO       |

## Historia spotkań

### Derby III-ligowe
| 1 klasa okręgowa sezon 1973/74 | KSZO Ostrowiec Świętokrzyski | 0:0   | Korona Kielce | Miejski Stadion Sportowy "KSZO" |  |
| sezon 1973/74                  |                              | (0:0) |               |                                 |  |
|                                |                              |       |               |                                 |  |

| 2 klasa okręgowa sezon 1973/74 | Korona Kielce | 0:1 | KSZO Ostrowiec Świętokrzyski | Stadion przy ul. Mielczarskiego w Kielcach |  |
| sezon 1973/74                  |               |     |                              |                                            |  |
|                                |               |     |                              |                                            |  |

| 3 klasa okręgowa 25 sierpnia 1974 | KSZO Ostrowiec Świętokrzyski                                                                   | 5:1   | Korona Kielce    | Miejski Stadion Sportowy "KSZO" |  |
| 25 sierpnia 1974                  | Marek Wiąk 4' Jan Juszczak 64' Adam Opałka 71' (k) Henryk Mularski 72' Jacek Polaczkiewicz 85' | (1:0) | Andrzej Jung 70' |                                 |  |
|                                   |                                                                                                |       |                  |                                 |  |

| 4 klasa okręgowa 20 kwietnia 1975 | Korona Kielce    | 1:1   | KSZO Ostrowiec Świętokrzyski | Stadion przy ul. Mielczarskiego w Kielcach |  |
| 20 kwietnia 1975                  | Andrzej Jung 43' | (1:1) | Henryk Kiszkis 1'            |                                            |  |
|                                   |                  |       |                              |                                            |  |

| 5 III liga sezon 1977/78 | KSZO Ostrowiec Świętokrzyski               | 2:0   | Korona Kielce | Miejski Stadion Sportowy "KSZO" |  |
| sezon 1977/78            | Janusz Kaczmarczyk 84' Adam Opałka 87' (k) | (0:0) |               |                                 |  |
|                          |                                            |       |               |                                 |  |

| 6 III liga sezon 1977/78 | Korona Kielce      | 1:1   | KSZO Ostrowiec Świętokrzyski | Stadion Korony Kielce |  |
| sezon 1977/78            | Henryk Kiszkis 50' | (0:0) | Jacek Polaczkiewicz          |                       |  |
|                          |                    |       |                              |                       |  |

| 7 III liga sezon 1978/79 | KSZO Ostrowiec Świętokrzyski | 1:1 | Korona Kielce | Miejski Stadion Sportowy "KSZO" |  |
| sezon 1978/79            | Marek Krajewski 47'          |     |               |                                 |  |
|                          |                              |     |               |                                 |  |

| 8 III liga sezon 1978/79 | Korona Kielce      | 1:1 | KSZO Ostrowiec Świętokrzyski | Stadion Korony Kielce |  |
| sezon 1978/79            | Henryk Kiszkis (k) |     | Adam Opałka 24'              |                       |  |
|                          |                    |     |                              |                       |  |

| 9 III liga 18 listopada 1980 | Korona Kielce | 0:0   | KSZO Ostrowiec Świętokrzyski | Stadion Korony Kielce |  |
| 18 listopada 1980            |               | (0:0) |                              |                       |  |
|                              |               |       |                              |                       |  |

| 10 III liga sezon 1979/80 | KSZO Ostrowiec Świętokrzyski | 1:2 | Korona Kielce | Miejski Stadion Sportowy "KSZO" |  |
| sezon 1979/80             | Krzysztof Tobolik            |     |               |                                 |  |
|                           |                              |     |               |                                 |  |

| 11 III liga sezon 1993/94 | KSZO Ostrowiec Świętokrzyski | 0:1 | Korona Kielce | Miejski Stadion Sportowy "KSZO" |  |
| sezon 1993/94             |                              |     |               |                                 |  |
|                           |                              |     |               |                                 |  |

| 12 III liga sezon 1993/94 | Korona Kielce | 1:1 | KSZO Ostrowiec Świętokrzyski | Stadion Korony Kielce |  |
| sezon 1993/94             |               |     | Włodzimierz Gaszczyn 16'     |                       |  |
|                           |               |     |                              |                       |  |

| 13 III liga sezon 1994/95 | Korona Kielce | 0:1   | KSZO Ostrowiec Świętokrzyski | Stadion Korony Kielce |  |
| sezon 1994/95             |               | (0:1) | Jarosław Mosiołek 36'        |                       |  |
|                           |               |       |                              |                       |  |

| 14 III liga sezon 1994/95 | KSZO Ostrowiec Świętokrzyski | 3:0 | Korona Kielce | Miejski Stadion Sportowy "KSZO" |  |
| sezon 1994/95             |                              |     |               |                                 |  |
|                           |                              |     |               |                                 |  |

### Derby II-ligowe
| 15 15 sierpnia 1998 | KSZO Ostrowiec Świętokrzyski                                      | 3:0   | Korona Kielce | Miejski Stadion Sportowy "KSZO" |  |
| 15 sierpnia 1998    | Janusz Świerad 25' · Paweł Kaczorowski 30' · Arkadiusz Bilski 80' | (2:0) |               |                                 |  |
|                     |                                                                   |       |               |                                 |  |

| 16 27 marca 1999 | Korona Kielce | 0:0   | KSZO Ostrowiec Świętokrzyski | Stadion Korony Kielce |  |
| 27 marca 1999    |               | (0:0) |                              |                       |  |
|                  |               |       |                              |                       |  |

| 17 1 sierpnia 1999 | KSZO Ostrowiec Świętokrzyski | 0:0   | Korona Kielce | Miejski Stadion Sportowy "KSZO" |  |
| 1 sierpnia 1999    |                              | (0:0) |               |                                 |  |
|                    |                              |       |               |                                 |  |

| 18 19 marca 2000 | Korona Kielce | 1:1   | KSZO Ostrowiec Świętokrzyski | Stadion Korony Kielce |  |
| 19 marca 2000    |               | (1:0) | Piotr Stokowiec 83'          |                       |  |
|                  |               |       |                              |                       |  |

| 19 25 sierpnia 2004 | Korona Kielce        | 1:0   | KSZO Ostrowiec Świętokrzyski | Stadion Korony Kielce |  |
| 25 sierpnia 2004    | Grzegorz Piechna 52' | (0:0) |                              | Widzów: 6000          |  |
|                     |                      |       |                              | Widzów: 6000          |  |

| 20 9 kwietnia 2005 | KSZO Ostrowiec Świętokrzyski | 0:3   | Korona Kielce                                   | Miejski Stadion Sportowy "KSZO" |  |
| 9 kwietnia 2005    |                              | (0:1) | Arkadiusz Bilski 10' · Grzegorz Piechna 59' 76' | Widzów: 7000                    |  |
|                    |                              |       |                                                 | Widzów: 7000                    |  |

## Bilans
| rozgrywki                                                              | liczba spotkań | zwycięstwa KSZO | remisy | zwycięstwa Korony | bramki         |
| ---------------------------------------------------------------------- | -------------- | --------------- | ------ | ----------------- | -------------- |
| II poziom ligowy (II liga do 2008)                                     | 6              | 1               | 3      | 2                 | 5:4 dla Korony |
| III poziom ligowy (liga okręgowa w latach 1973–1976, III liga do 2008) | 14             | 5               | 7      | 2                 | 18:9 dla KSZO  |
| łącznie                                                                | 20             | 6               | 10     | 4                 | 22:14 dla KSZO |